# Ondrejovce
Ondrejovce (hongrois : Barsendréd) est un village de Slovaquie situé dans la région de Nitra.

## Histoire
Première mention écrite du village en 1260.

## Démographie

### Évolution de la population
| Année:               | 1994. | 2004.   | 2014.   | 2024.   |
| -------------------- | ----- | ------- | ------- | ------- |
| Nombre de personnes: | 457   | 465     | 467     | 425     |
| Différence:          |       | +1,75 % | +0,43 % | -8,99 % |

| Année:               | 2023. | 2024.   |
| -------------------- | ----- | ------- |
| Nombre de personnes: | 445   | 425     |
| Différence:          |       | -4,49 % |